# Ryoichi Imamura
Ryoichi Imamura (今村 涼一 Imamura Ryoichi?), född 8 maj 2000 i Kanagawa prefektur, är en japansk fotbollsspelare.
Imamura började sin karriär 2017 i FC Tokyo.